# 魁北克 (蒙大拿州)
魁北克（英語：Quebec）是位於美國蒙大拿州斯威特格拉斯縣的非建制地區。

## 地理
魁北克所處的海拔為高於海平面1164米（即3819英呎），而該地所採用的時區為UTC-6，即北美山地時區（MST）。同時該地設有夏令時間，為UTC-7調快一小時，即UTC-6（MDT）。